# Чурики
Чу́рики — село Михайловского района Рязанской области России, административный центр Чуриковского сельского поселения.

## География
Село находится в 39 км к юго-восту от города Михайлова.
Расположено при впадении в реку Кердь (севернее села) реки Берёзовка (восточнее села).
К северу от Чуриков, по другую сторону реки Кердь, находится посёлок Красная Звезда .

## История
Село Чурики упоминается в 1646 году под именем Нового Починка Становых.

### Богоявленский храм
Церковь Богоявления в селе Новый Починок Становых впервые упоминается в 1676 года. Церковной пашни при церкви было 8,7 га в поле и свиных покосов на 100 копен.
В 1839 году старая деревянная Богоявленская церковь сгорела при пожаре от удара молнии. Четыре года село обходилось без собственной церкви, что создавало неудобства для прихожан, так как приходилось ходить на службу в другую деревню. Но вот в 1843 году в селе была сооружена новая церковь под тем же названием, тоже деревянная. Спустя год в новопостроенном храме был устроен Никольский придел.
В 1878 году в Чуриках решено было начать строительство нового каменного храма, который существует и поныне. Для церкви была выделена земля в 53,5 га.
Штат
- 1878 год — священник, псаломщик.

Состав прихода
- село Становых
- деревня Катино (до 1710)

В 1878 году числилось 2681 прихожан.

## Население
| 1859 | 1897  | 1906  | 2007 | 2010 |
| ---- | ----- | ----- | ---- | ---- |
| 1958 | ↗3095 | ↗3578 | ↘276 | ↘222 |